# Ilja Wiktorowitsch Maljuschkin
Ilja Wiktorowitsch Maljuschkin (russisch Илья Викторович Малюшкин; * 30. Januar 1984 in Surgut, Russische SFSR) ist ein russischer Eishockeyspieler, der seit 2012 bei Rubin Tjumen in der Wysschaja Hockey-Liga unter Vertrag steht.

## Karriere
Ilja Maljuschkin begann seine Karriere als Eishockeyspieler bei Gasowik Tjumen, für dessen Profimannschaft er von 2001 bis 2005 in der Wysschaja Liga, der zweiten russischen Spielklasse, aktiv war. Im Laufe der Saison 2003/04 kam er zudem zu sieben Einsätzen für die zweite Mannschaft von Sewerstal Tscherepowez in der drittklassigen Perwaja Liga. Die Saison 2005/06 verbrachte der Angreifer beim HK Spartak Moskau aus der Superliga. Für die Hauptstädter erzielte er in 31 Spielen fünf Tore. Anschließend lief er je ein Jahr lang für seinen Ex-Klub Gasowik Tjumen in der Wysschaja Liga, Sewerstal Tscherepowez in der Superliga, sowie den HK Jugra Chanty-Mansijsk ebenfalls in der zweiten Liga auf. Mit Jugra wurde er auf Anhieb Zweitligameister.
Die Saison 2009/10 begann Maljuschkin beim HK Spartak Moskau in der Kontinentalen Hockey-Liga, beendete sie jedoch bei Gasowik Tjumen in der Wysschaja Liga. Für die Saison 2010/11 wurde der Russe von seinem Ex-Klub, dem KHL-Aufsteiger HK Jugra Chanty-Mansijsk, verpflichtet.

## Erfolge und Auszeichnungen
- 2009 Wysschaja-Liga-Meister mit dem HK Jugra Chanty-Mansijsk

## Statistik
(Stand: Ende der Saison 2010/11)